# 4 U
4 U (in italiano, Per te) è il primo EP pubblicato dal cantante australiano Cody Simpson. È stato pubblicato il 21 dicembre 2010 da Atlantic Records.
Per promuovere l'uscita del suo EP, il cantante è stato in tour, con tappe pure negli Stati Uniti.
In Italia è acquistabile tramite iTunes.

## Produzione
Cody Simpson ha registrato l'album a Los Angeles nel giugno 2010.È stato annunciato sul sito ufficiale il 4 dicembre 2010 che l'EP, contenente cinque tracce, di cui quattro che non erano mai state pubblicate prima, sarebbe stato pubblicato il 21 dicembre 2010.

## Tracce
1. Round of applause – 3:31 (testo: Cody Simpson)
2. iYiYi (feat. Flo Rida) – 3:55 (testo: Cody Simpson, Colby O'Donis, Bei Maejor, Tarmar Dillard)
3. All Day – 3:07 (testo: Cody Simpson, Krys Ivory, Edwin Serrano)
4. Don't cry you heart out – 3:49 (testo: Lucas Secon, Wayne Hector, Mintman)
5. iYiYi versione acustica – 3:14 (testo: Cody Simpson, Colby O'Donis, Bei Maejor)

## Singoli
- iYiYi feat. Flo Rida (2010 - Atlantic/Poe Boy - Posizione 33 nella classifica del Belgio Ultratip 2011[3], Posizione 19 nella classifica dell'Australia ARIA Charts 2010, mantenendola per 13 settimane[3] e posizione 29 nella classifica della Nuova Zelanda RIANZ 2010, per 2 settimane.[3])
- All Day (2011 - Posizione numero 18 nella classifica del Belgio Ultratip 2011[4])

## Classifiche
| Nome classifica | Posizione |
| --------------- | --------- |
| US Heat         | 4         |